# Synoicus
Genre
Synoicus est un genre d'oiseaux de la famille des Phasianidae.

## Liste des espèces
Selon la classification de référence du Congrès ornithologique international (14.2, 2024) il comporte quatre espèces :
- Synoicus ypsilophorus (Bosc, 1792) – Caille tasmane
- Synoicus monorthonyx (van Oort, 1910) – Caille de montagne
- Synoicus chinensis (Linné, 1766) – Caille peinte
- Synoicus adansonii (Verreaux & Verreaux, 1851) – Caille bleue